# Camasco
Camasco (Camas in dialetto valsesiano) è una frazione del comune di Varallo, in provincia di Vercelli.

## Geografia fisica
Piccola frazione del comune di Varallo, rispetto al quale dista circa 8 km, situata a un'altitudine di circa 760 metri di quota, sulle pendici della Cima del Camossaro e dell'Alpe Ranghetto, che sorge sulle montagne dello spartiacque che divide l'alta Valsesia dal Lago d'Orta.

## Storia

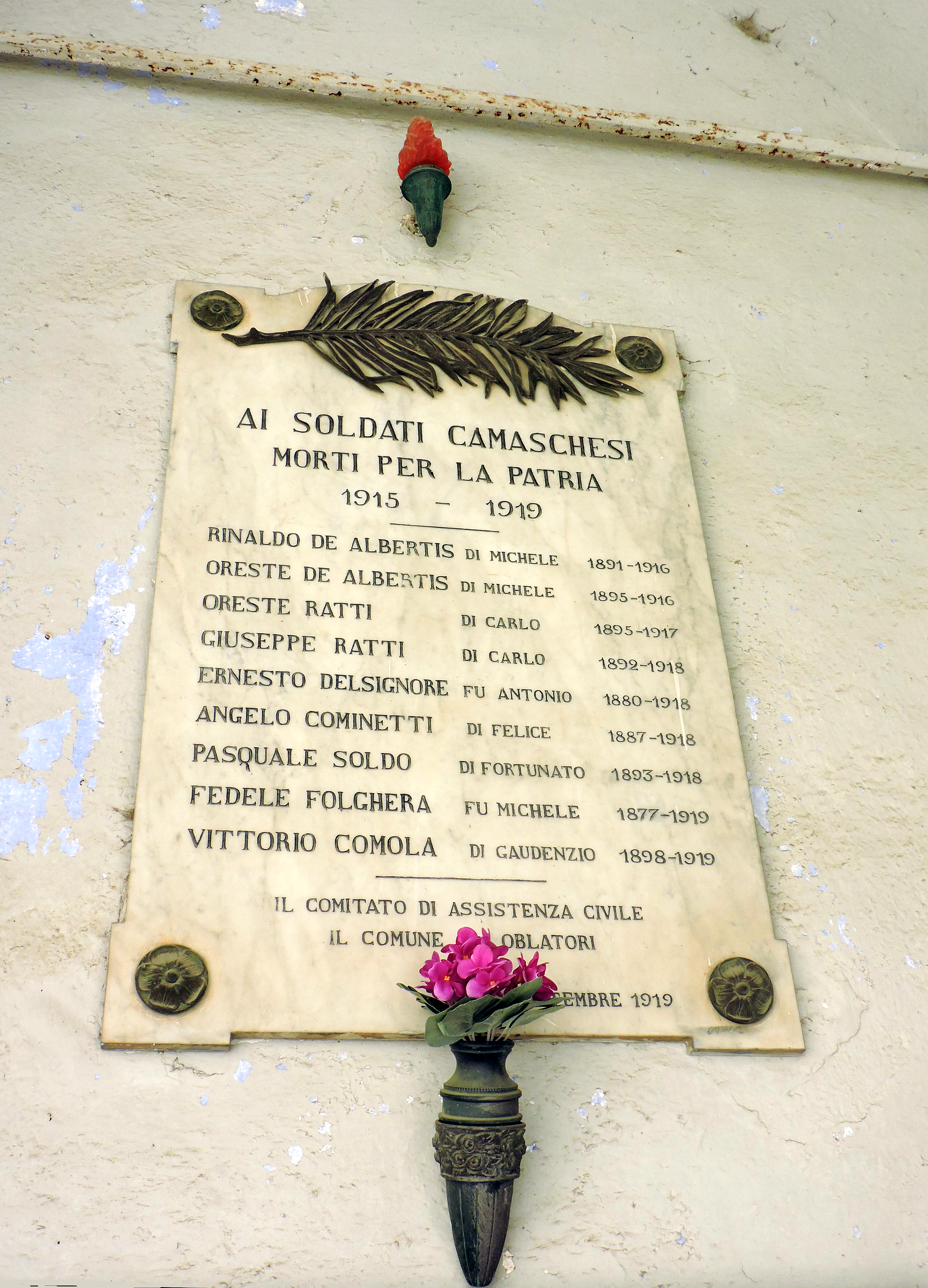
Lapide ai caduti

Nella sua storia Camasco, ora frazione di Varallo, è sempre stato un comune autonomo fino al 1926. Pochi, ormai, sono gli avvenimenti storici registrati in questa località. Per secoli gli abitanti di Camasco - che nell'anno 1744 erano 625 - hanno esercitato i mestieri più strettamente legati al settore primario e secondario e alle risorse del territorio: agricoltori, pastori, calzolai e falegnami. Storicamente rilevante anche la raccolta di biada, castagne e noci.
La parrocchia di Camasco risulta costituita nel 1585 quando si staccò dalla matrice di Varallo. Nella parrocchiale - dedicata a san Bernardo d'Aosta - sono conservate opere di vari artisti tra i quali: gli Orgiazzi, il Mazzola ed il Penna. L'opera più importante fu però un olio su tela raffigurante San Rocco dipinta nel 1631 da Tanzio da Varallo: dopo essere stata conservata per vari secoli in sacrestia è stata poi affidata in custodia alla Pinacoteca di Varallo.
L'8 aprile 1815 viene emesso un Regio biglietto per la concessione, a Giacomo Nerini, della miniera di ferro ossidato nei suoi territori di Camasco.
Nella prima metà del novecento, considerando anche la vicinanza con Varallo, si viene via via ad affermare la vocazione turistica di Camasco: in poco tempo inoltre diventa la prima e unica stazione per sport invernali in Valsesia. Non a caso proprio in tali anni, nel 1935, in questa località vengono disputate gare di sci di fondo e di salto.

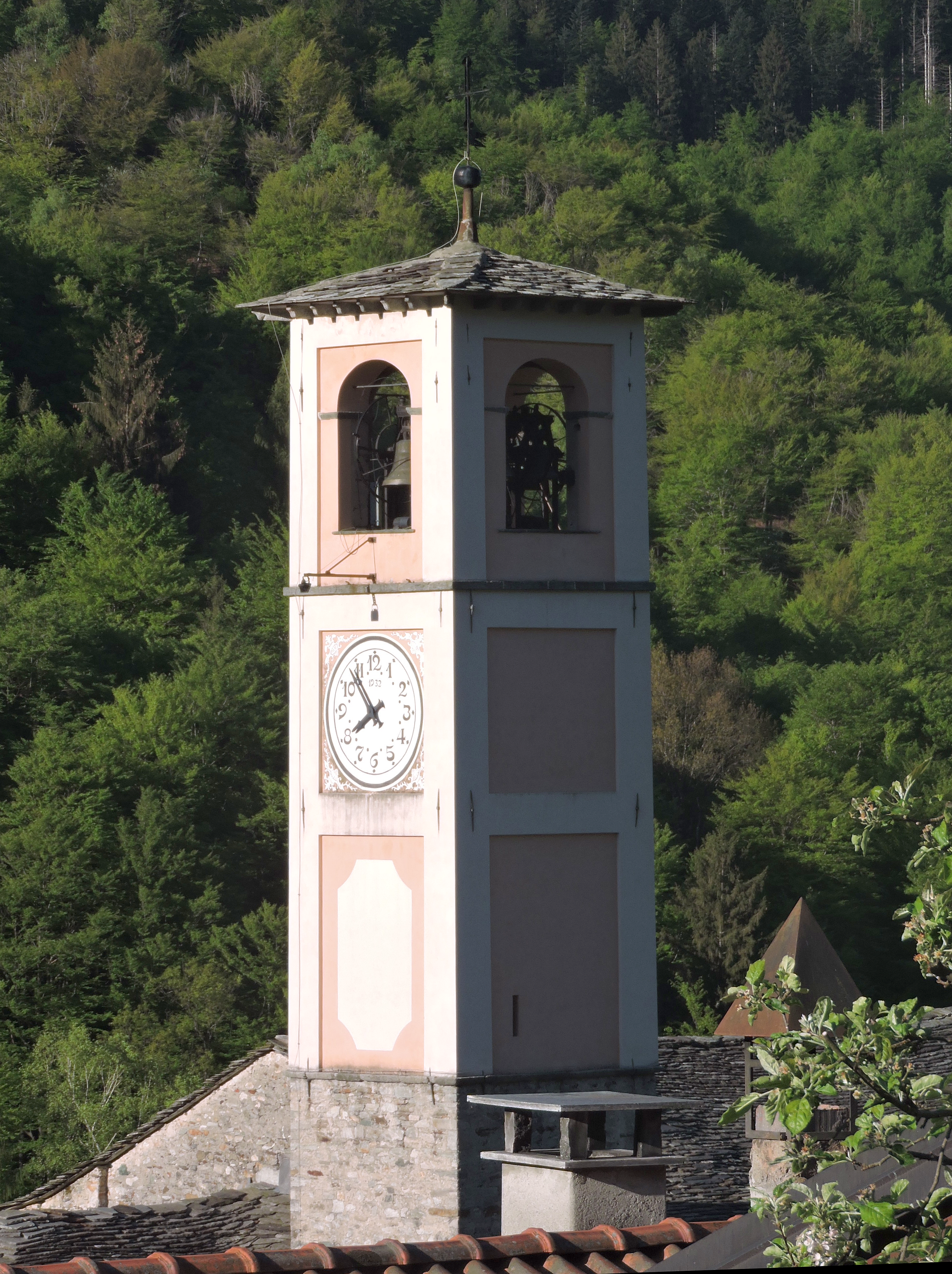
Il campanile

Durante la seconda guerra mondiale e, in particolar modo, nell'inverno del 1943,  prima Varallo e, poi, Camasco sono stati i centri di scontri sanguinosi tra i partigiani e le milizie nazifasciste. Il paese esce con difficoltà dalla seconda guerra mondiale: un albergo e diverse case sono state distrutte e la popolazione residente ha subito un forte calo.
Nel primo dopo guerra, viste le copiose nevicate invernali (annualmente fino a due metri), e grazie all'intraprendenza dell'avvocato Mario Caimi, vengono realizzate due sciovie in grado di servire tre piccole piste con un dislivello di circa 100 metri. Così, il "Campo di sci del Tapone" di Camasco si afferma fino agli anni settanta come centro di sci alpino e diventa uno dei punti di riferimento per molti sciatori valsesiani principianti e non solo..
Tuttavia, con il tempo, gli sport invernali a Camasco vengono abbandonati. Tale declino è dovuto a molteplici fattori: alle onerose spese di gestione degli impianti, alle scarse precipitazioni nevose degli anni ottanta, all'emergere di nuovi comprensori sciistici più strutturati e alla sempre più bassa resa dell'innevamento artificiale a tali altitudini.

## Eventi e manifestazioni
Festa dei pittori
Si svolge dal 1957 con cadenza biennale e ha come obiettivo quello di convogliare i migliori artisti della Valsesia, del Novarese e del Biellese.